# Корсунська Надія Овсіївна
Надія Овсіївна Корсунська (10 вересня 1939, Київ) — українська фізик, доктор фізико-математичних наук, професор, лауреатка Державної премії України в галузі науки і техніки.

## Життєпис
Після закінчення у 1954 Чернівецького університету почала працювати в Інституті фізики напівпровідників імені В. Є. Лашкарьова НАН України. З 1989 року — провідний науковий співробітник відділу фотоелектричних явищ у напівпровідниках.
Науковий ступінь доктора фізико-математичних наук отримала у 1986 році, вчене звання професора — у 1996.

## Наукова діяльність
Галузі наукових інтересів: нерівноважні електронні процеси, реакції дефектів та дифузія в об'ємних і нанорозмірних напівпровідниках AIIBVI і Si. Встановила механізми процесів перетворення дефектів ґратки у напівпровідниках AIIBVI під дією випромінювання та ультразвуку.

## Нагороди

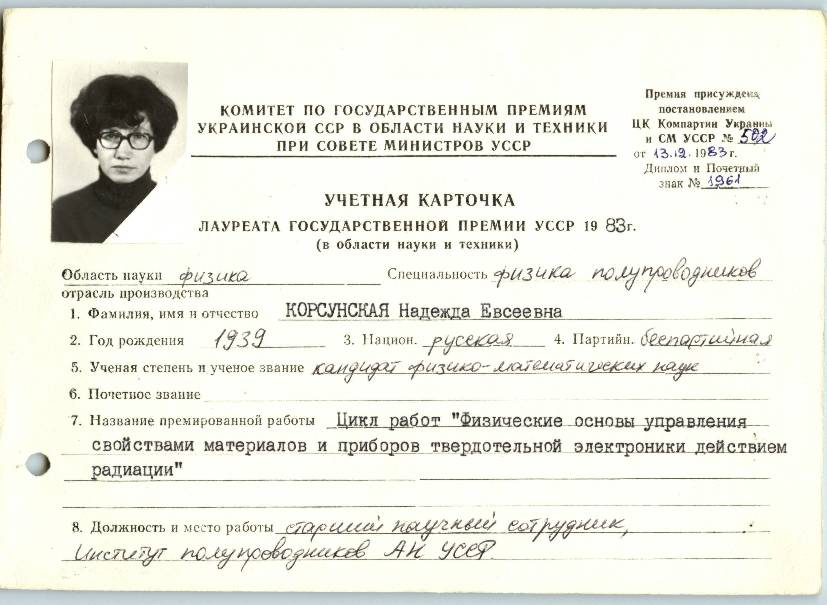
Облікова картка Лауреата Державної премії УРСР Корсунської Надії Овсіївни

- Державна премія УРСР в галузі науки і техніки (1983) — за цикл робіт «Фізичні основи управління властивостями матеріалів та приладів твердотільної електроніки дією радіації» (спільно з Добролежем Сергієм Олександровичем, Горіним Борисом Михайловичем, Александровим Олександром Павловичем, Ківом Аріком Юхимовичем, Ясковцем Іваном Івановичем, Давидовою Надією Олександрівною, Шаховцовим Валерієм Івановичем, Вінецьким Валентином Львовичем і Бугаєм Олександром Аркадійовичем)[1].

## Праці
- Фотохимические реакции в полупроводниках А2В6 // Физика соединений А2В6. Москва, 1986 (рос.) (у співавторстві).
- Ultrasound stimulated defect reactions in semiconductors // Defect Interaction and Clustering in Semiconductors. Zürich, 2002 (англ.) (у співавторстві).
- Mobile point defects in wide-band gap II—VI semiconductors as a factor of their instability // New Developments in Condensed Matter Physics. New York, 2006 (англ.) (у співавторстві).
- Structure and optical properties of magnetron-sputtered SiOx layers with silicon nanoparticles // Defect and Diffusion Forum. Zürich, 2010. Vol. 303—304 (англ.) (у співавторстві).
- Н. О. Корсунська, І. В. Маркевич, Т. Р. Стара, Л. В. Борковська, С. Р. Лаворик, Л. Ю. Мельничук, О. В. Мельничук. Кореляція між фотолюмінесцентними та фотоелектричними властивостями ZnO, легованого Mn // Український фізичний журнал. — 2018. — Т. 63, № 7. — С. 658-662. Архівовано з джерела 15 квітня 2022. Процитовано.
- І. В. Венгер, Є. Ф. Венгер, Н. О. Корсунська, Л. Ю. Мельничук, О. В. Мельничук, Л. Ю. Хоменкова. Фізичний експеримент як основа підготовки майбутнього фахівця за спеціальністю «Прикладна фізика та наноматеріали» // Вісник Чернігівського національного педагогічного університету. — 2018. — № 153. — С. 16-23. Архівовано з джерела 6 березня 2022. Процитовано.
- Н. О. Корсунська, Л. Ю. Мельничук, О. В. Мельничук, Л. Ю. Хоменкова. Психолого-педагогічні методи розвитку творчого мислення для студентів ВНЗ // Наукові записки Ніжинського державного університету ім. Миколи Гоголя. — 2018. — № 3. — С. 108-116. Архівовано з джерела 25 березня 2022. Процитовано.